# Надольник (Косцянський повіт)
Надольник (пол. Nadolnik) — село в Польщі, у гміні Сміґель Косцянського повіту Великопольського воєводства.